# Diversidad sexual en Bielorrusia
Las personas del colectivo LGBT+ en Bielorrusia se enfrentan a ciertos desafíos legales y sociales no experimentados por otros residentes. Las relaciones sexuales consensuales entre personas del mismo sexo fueron despenalizadas en 1994; sin embargo, la diversidad sexual aún es un tema tabú en la sociedad bielorrusa, la cual es mayormente conservadora y, por lo tanto, aún persiste la violencia, la discriminación y la persecución de las personas LGBT+ en el país.

## Legislación y derechos

### Despenalización de la homosexualidad
La República Socialista Soviética de Bielorrusia se creó en 1920, sin ningún tipo de legislación la cual penalizara la homosexualidad, siguiendo la tendencia de la Revolución Rusa que la había descriminalizado en 1917. Sin embargo, bajo el régimen estalinista, la homosexualidad masculina se volvió a clasificar como una enfermedad mental en 1930 y se criminalizó en 1934 bajo el artículo 119 del Código Penal, con hasta cinco años de trabajos forzados en prisión.
Tras el colapso de la Unión Soviética en 1991, Bielorrusia aprobó su propio Código Penal en 1994, eliminando las antiguas disposiciones soviéticas que criminalizaban la homosexualidad, despenalizando así las relaciones sexuales consensuales entre personas del mismo sexo en Bielorrusia. La edad de consentimiento sexual en Bielorrusia es de 18 años, sin importar la orientación sexual.

### Reconocimiento de las parejas del mismo sexo
No existe ningún tipo de reconocimiento hacia las parejas formadas por personas del mismo sexo en forma de matrimonio o de unión civil en Bielorrusia, por ende, el Estado bielorruso tampoco reconoce a la familia homoparental. En Bielorrusia está prohibido constitucionalmente el matrimonio entre personas del mismo sexo desde 2012, y es improbable que se modifique la constitución en los próximos años para que así se pueda aprobar un proyecto de ley el cual pueda permitir que las parejas del mismo sexo tengan el mismo derecho que las parejas heterosexuales a acceder a las uniones civiles o al matrimonio.

### Leyes y medidas antidiscriminación
Bielorrusia, al igual que varios países de Europa del Este, no posee ningún tipo de legislación, norma, medida o artículo en el código penal que prohíba la discriminación por motivos de orientación sexual o identidad y expresión de género en áreas como en el acceso al empleo, la educación, los servicios de salud, el acceso a la justicia, la vivienda o el acceso a lugares y/o establecimientos tanto públicos o privados, entre otros.

### Leyes y medidas restrictivas

#### Restricciones a la libertad de expresión
La Ley de Protección de los Niños contra la Información Perjudicial para su Salud y Desarrollo (Ley No.362-Z) fue aprobada y entró en vigor en julio de 2017. De manera similar a la ley de propaganda de Rusia, el artículo 37-1 prohíbe la difusión de información que "desacredite la institución de la familia y el matrimonio".
En 2020, el Ministerio de Salud aprobó una propuesta para introducir cláusulas de responsabilidad administrativa y penal por la difusión de información que desacredite la institución de la familia y el matrimonio.
En abril de 2024, el Ministerio de Cultura de Bielorrusia amplió la definición de pornografía para incluir las “relaciones sexuales no tradicionales”, que, según la nueva definición, incluye la homosexualidad, la bisexualidad y la transexualidad. En Bielorrusia, la producción, distribución o posesión con intención de distribuir o promover materiales pornográficos puede castigarse con penas de prisión.

#### Restricciones a la libertad de asociación
El artículo 7 de la Ley de Asociaciones Públicas (1994) prohíbe el funcionamiento de las asociaciones no registradas. Los intentos de registrar grupos LGBT han sido infructuosos.
Los activistas también han sido objeto de acoso por parte de funcionarios del Estado después de presentar su solicitud de registro. El jefe de GayBelarus, temiendo por su seguridad personal, se vio obligado a huir del país con su familia en 2013.

### Leyes sobre crímenes de odio e incitación al odio
En la actualidad, el Código Penal bielorruso no criminaliza de ninguna forma las amenazas, los crímenes de odio o la incitación al odio si estos fuesen motivados por la orientación sexual o la identidad y expresión de género, de igual forma, tampoco se criminaliza el discurso de odio.

## Condiciones sociales
Las personas LGBTI se enfrentan habitualmente a rechazo social y la homosexualidad sigue siendo un tabú. Existen algunos locales dirigidos a la comunidad gay, especialmente en la capital. Desde los años 1990 varias organizaciones luchan por los derechos LGBT en el país, como la Liga Lambda de Bielorrusia o la asociación Vstrecha (en español Encuentro), encargada de dar apoyo a personas con VIH.
El primer Orgullo LGBT de Bielorrusia se celebró en Minsk en 1999, organizado por la Liga Bielorrusa por la Igualdad Sexual Lambda y la revista  Forum Lambda. Desde entonces se han sucedido marchas cada año, aunque en numerosas ocasiones las autoridades han dificultado la celebración de estas manifestaciones.
En mayo de 2017 abrió en Minsk el primer centro de apoyo a personas LGBTQ+ de Bielorrusia.